# Valentina Vezzaliová
Maria Valentina Vezzaliová (* 14. února 1974 Jesi) je italská šermířka, která je historicky nejlepší šermířkou a nejlepší Italkou v olympijské historii, získala medaile ve stejné individuální disciplíně (fleret) na pěti hrách po sobě.
Je členkou policejního sportovního klubu Fiamme Oro v Římě. Reprezentovala Itálii na pěti olympiádách, získala šest zlatých medailí (v soutěži jednotlivkyň v letech 2000, 2004 a 2008, v soutěži družstev 1996, 2000 a 2012), jednu stříbrnou (jednotlivkyně 1996) a dvě bronzové (týmová soutěž 2012 a individuální soutěž 2008). Je také držitelkou šestnácti titulů z mistrovství světa v šermu (jednotlivkyně 1999, 2001, 2003, 2005, 2007 a 2011, družstvo 1995, 1997, 1998, 2001, 2004, 2009, 2010, 2013, 2014 a 2015) a třináctinásobnou mistryní Evropy (jednotlivkyně 1998, 1999, 2001, 2009 a 2010, družstvo 1999, 2001, 2009, 2010, 2011, 2012, 2014 a 2015). Jedenáctkrát vyhrála celkovou klasifikaci Světového poháru (1996–1997, 1999–2004, 2007–2008 a 2010), má pět titulů z Univerziády (individuální 1995, 1997, 1999 a 2001 individuální i týmový) a dva ze Středomořských her (2001 a 2009). V anketě časopisu Gazzetta dello Sport byla vyhlášena nejlepší italskou sportovkyní v letech 2000, 2001, 2003, 2004, 2005 a 2007.
Jejím manželem je italský fotbalista Domenico Giugliano, s nímž má dva syny. Vydala autobiografickou knihu A viso scoperto (S odkrytou tváří), vystupovala v italské verzi televizní soutěže Když hvězdy tančí. Roku 2008 obdržela Řád zásluh o Italskou republiku, třídu velkodůstojníka. V roce 2013 byla zvolena poslankyní italského parlamentu za stranu Občanská volba.